# 인디펜던트 앨범
인디펜던트 앨범(영어: Independent Albums) 차트 또는 톱 인디펜던트 앨범영어: Top Independent Albums) 차트는 미국에서 가장 많이 팔린 인디펜던트 음악가 익스텐디드 플레이의 순위를 매기는 차트이다. 닐슨 사운드스캔이 집계하며 매주 《빌보드》에서 공개된다. 주로 대형 레이블과 계약하지 않은 음악가가 순위에 오른다.

## 연도별 인디펜던트 앨범 1위 음반
- 2001년: 바하 멘 - 《Who Let the Dogs Out》[2]
- 2002년: 맨하임 스팀롤러 - 《Christmas Extraordinaire》[3]
- 2003년: 릴 존 & 디 이스트 사이드 보이즈 - 《Kings of Crunk》[4]
- 2004년: 릴 존 & 디 이스트 사이드 보이즈 - 《Kings of Crunk》[5]
- 2005년: 릴 존 & 디 이스트 사이드 보이즈 - 《Crunk Juice》[6]
- 2006년: 리틀 빅 타운 - 《The Road to Here》[7]
- 2007년: Various Artists - 《Hairspray》[8]
- 2008년: 이글스 - 《Long Road Out of Eden》[9]
- 2009년: 제이슨 올딘 - 《Wide Open》[10]
- 2010년: 제이슨 올딘 - 《Wide Open》[11]
- 2011년: 제이슨 올딘 - 《My Kinda Party》[12]
- 2012년: 멈퍼드 & 선스 - 《Babel》[13]
- 2013년: 멈퍼드 & 선스 - 《Babel》[14]
- 2014년: 가스 브룩스 - 《Blame It All on My Roots: Five Decades of Influences》[15]
- 2015년: 제이슨 올딘 - 《Old Boots, New Dirt》[16]
- 2016년: 라디오헤드 - 《A Moon Shaped Pool》[17]
- 2017년: 메탈리카 - 《Hardwired...to Self-Destruct》[18]
- 2018년: 제이슨 올딘 - 《Rearview Town》[19]
- 2019년: 방탄소년단 - 《MAP OF THE SOUL : PERSONA》[20]
- 2020년: 배드 바니 - 《YHLQMDLG》[21]
- 2021년: 배드 바니 - 《El Último Tour Del Mundo》[22]